# Paraliochthonius carpenteri
Paraliochthonius carpenteri es una especie de arácnido  del orden Pseudoscorpionida de la familia Chthoniidae.

## Distribución geográfica
Se encuentra en las islas Bahamas.